# Fontenay-sous-Fouronnes
Fontenay-sous-Fouronnes è un comune francese di 75 abitanti situato nel dipartimento della Yonne nella regione della Borgogna-Franca Contea.

## Società

### Evoluzione demografica
Abitanti censiti